# NP困難

P、NP、NP完全、NP困難の関係を表すベン図

NP困難（エヌピーこんなん、英: NP-hard）とは計算量理論において、問題が「NPに属する任意の問題と比べて、少なくとも同等以上に難しい」ことである。正確にいうと、ある問題 H がNP困難であるとは、「NPに属する任意の問題 L が H へ帰着可能である」と定義される。この「帰着」の定義として何を用いるかにより微妙に定義が異なることになるが、例えば多項式時間多対一帰着や多項式時間チューリング帰着を用いる。もしもあるNP困難問題を解ける多項式時間の機械が存在すれば、それを利用すればNPに属する任意の問題を多項式時間で解くことができる。
NP完全問題とは、NP困難であり、かつNPに属する問題である。これとは異なり、ある問題がNP困難であってもNPに属するとは限らない。NPは決定問題のクラスなのでNP完全もまた決定問題に限られるが、定義に用いる帰着の種類によってはNP困難には決定問題、探索問題(en)、組合せ最適化問題など様々な問題が属しうる。
上に挙げた定義から、問題 H がNP困難であるときには次のことが言える（以下は定義ではなく主張）。
- すべてのNP完全問題は H に還元して多項式時間で解ける。またNPに属する全ての問題も H に還元できる。
- もし最適化問題 H の特殊例としてNP完全な決定問題 L を考えられるなら、H はNP困難である。

NP困難な組合せ最適化問題は、一般に最適解を求めるアルゴリズムが計算完了までに指数関数時間を必要とするなどして、非常に困難であると考えられているため、近似アルゴリズムが多数考案されている。また、数理的に解く従来からのアプローチの他に、ディープラーニングの応用なども盛んに行われている。量子コンピュータでは最適解をリアルタイムで求める方法も試みられている。NP困難に属する問題は実社会において需要が大きい分野でもある。

## P≠NP予想との関係
もし、いずれかのNP困難な問題を多項式時間で解くアルゴリズムが存在したなら、NPの全ての問題について多項式時間で解けることになり、P = NP が成り立つ。ところが、P＝NPが成立しても「任意のNP困難な問題が多項式時間で解ける」とは言えない。この関係を右上のベン図に示す。

## NP困難な問題の例

### 決定問題
- 停止問題 - NP困難だがNPではない決定問題。なぜなら、停止問題は決定不可能という問題クラスに属しており、決定不可能はNPより困難で、かつ決定不可能とNPは互いに素だからである。具体的に示すには、NP困難であることは、例えば充足可能性問題を停止問題に容易に還元できることから言える（充足できる解を見付けたら停止し、そうでない場合は無限ループするようなチューリングマシンの停止問題を考えればよい）。NPでないことは、NPに属する問題は全て有限の手続きで決定可能だが、停止問題は一般には決定不可能であることによる。ただし、NP困難でありかつNP完全でない問題の全てが決定不可能というわけではない。例えばTQBF問題(en)はPSPACEで決定可能だが、多分NPではない。
- ハミルトン閉路問題 - 巡回セールスマン問題の特殊ケース。NP困難かつNP完全な決定問題。
- 部分和問題 - ナップサック問題の特殊ケース。NP困難かつNP完全な決定問題。

### 組合せ最適化問題
- 巡回セールスマン問題
- ナップサック問題
- 最小頂点被覆問題
- 最大独立集合問題
- 最大クリーク問題
- 分数和計画問題
- 最小シュタイナー木問題

## NP関連クラスの命名規約
NPに関連するクラスの名称はまぎらわしい。「NP困難」はクラス名に「NP」と付くのに、全てがNPというわけではない。しかし現状では定着した名称なので、いまさら変わりそうにない。とはいえ、NPを中心に置いた上でそれなりに体系があるのも事実である。
NP完全
NPの中では「完全」な問題を意味する。つまりNPの中では最も解くのが難しい。
NP困難
「少なくとも」NPと同等以上に難しい問題（ただし、NPに属するとは限らない）。
NP-easy
「たかだか」NPと同等以下しか難しくない問題（ただし、NPに属するとは限らない）。
NP-equivalent
NPと同等に難しい問題（ただし、NPに属するとは限らない）。